# 三本手の生神女

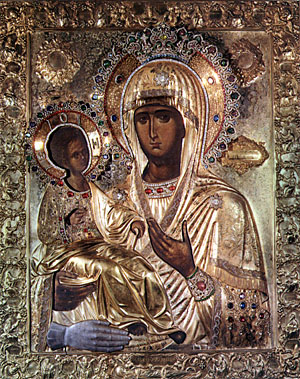
『三本手の生神女』とハリストス。左下隅に三本目の手がある。

三本手の生神女（セルビア語: Богородица Тројеручица, ギリシア語: Παναγία Τριχερούσα, 英語: "Three-handed Theotokos"）は、アトス山にあるヒランダル修道院が所有する有名な奇跡の生神女マリヤのイコンのこと。
神の母マリヤ（生神女）が幼いイイスス・ハリストス（イエス・キリストのギリシャ語読み）を抱いている姿を描いている。オリジナルのイコンにはリザが付けられている。
ヒランダル修道院はセルビア正教会系の修道院である。セルビア正教会で最も重要なイコンとしても位置づけられ、ごく最近までこのイコン画はヒランダルの修道院長であった。イコンの裏には聖ニコラオスの図がある。

## 歴史
伝統的に、このイコンはダマスコの聖イオアンによって、あるいは彼のために描かれたと考えられている。それはイオアンの奇跡的な癒しの伝承と関わっている。
イオアンはダマスカスでイスラームの支配者に仕える知事であった。東ローマ帝国でイコノクラスムを行っていたレオーン3世は、イコンを擁護していたイオアンの失脚を狙いそれに成功した。偽の書状により謀反を疑ったイスラーム支配者によって、イオアンは弁明も許されずに右手を切り落とされた。
しかしイオアンが生神女のイコンの正面で祈り続けると、奇跡的に彼の右手が元通りに生えてきたと伝えられる。その感謝の印として、イオアンが自分の手のレプリカを銀細工でつくり、三本目の手としてイコンに加えたのがこの構図の始まりと教会では伝えられる。
エルサレム市外のマル・サバ修道院で修道士となった聖イオアンは、そこでこのイコン画を手放した。後にそれが聖サワに贈り物として捧げられ、彼がヒランダル修道院へと与えたのだった。「三本手の生神女」へは年に二度祭日が設定され奉神礼が行われる。新暦で7月11日（ユリウス暦使用教会で該当する日付：修正ユリウス暦使用教会では6月28日）と7月25日（ユリウス暦使用教会で該当する日付：修正ユリウス暦使用教会では7月12日）である。
今日の美術史家は、おそらくこのイコンの様式は14世紀以降のものであり、もっと初期の習作を模写したか、塗り直したものだと考えている 。1661年に別バージョンのものがモスクワへ持ち込まれているのは有名であり、そのためロシアにはいくつもの複製品がある。